# Periodo interglaciale
Un periodo interglaciale è un intervallo di tempo di un'era glaciale, lungo circa 10-15 000 anni, caratterizzato da un innalzamento delle temperature medie globali del clima terrestre e dal progressivo ritiro dei ghiacciai che raggiungono così estensioni limitate. Durante un'era glaciale i periodi interglaciali (i periodi con temperature più miti), si alternano ai periodi glaciali (i periodi con le temperature più fredde). 
L'alternanza ciclica di periodi glaciali e interglaciali, ossia di periodi lunghi migliaia di anni con generale avanzamento o ritiro dei ghiacciai, è strettamente legata ai movimenti dell'asse terrestre e dell'orbita terrestre (cicli di Milanković). Durante una fase glaciale o interglaciale varie cause, sia interne che esterne al pianeta (attività vulcanica, attività solare, variazioni nell'insolazione, ecc.), possono non rendere regolare il generale avanzamento o ritiro dei ghiacciai. L'ultimo periodo glaciale si è concluso circa 10.000 - 15.000 anni fa, l'attuale Olocene è il periodo interglaciale più recente e quello in cui ci troviamo oggi. 
I Periodi interglaciali possono comprendere piccole fasi di raffreddamento climatico (chiamate Stadiali) che hanno tuttavia durata e intensità limitata rispetto ai Periodi glaciali veri e propri.

## Descrizione

### Gli ultimi Periodi interglaciali

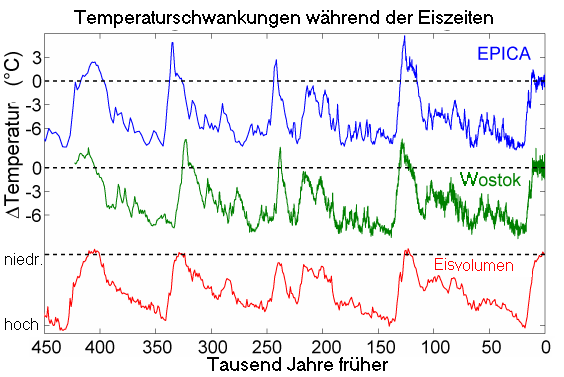
I cicli di glaciazione e periodi interglaciali secondo i carotaggi

Nella storia climatica dell'attuale era glaciale sono individuabili 4 periodi glaciali e altrettanti periodi interglaciali.
Le glaciazioni Günz, Mindel, Riss e Würm sono riscontrabili man mano che ci si avvicina al Neozoico e quindi sono identificabili le quattro fasi glaciali, intervallate da tre fasi interglaciali (che si chiamano Günz-Mindel, Mindel-Riss e Riss-Würm) concluse più quella ancora in corso:
1. interglaciale Günz-Mindel, da circa 620.000 a 455.000 anni fa;
2. interglaciale Mindel-Riss, da circa 300.000 a 200.000 anni fa;
3. interglaciale Riss-Würm, da circa 130.000 a 110.000 anni fa;
4. interglaciale attuale iniziato circa 12.000 anni fa.

L'attuale periodo interglaciale ha circa 10.700 anni. Andiamo quindi incontro ad una ripresa della glaciazione. Tuttavia, nessuna tendenza di breve periodo o di scala decennale o persino centennale riesce a rivelare con una certa affidabilità se stia per cominciare o meno una glaciazione.
Ci sono stati almeno tre periodi ciclici di riscaldamento e raffreddamento all'interno dell'attuale periodo interglaciale. L'ottimo climatico ha raggiunto il suo picco 7.000 anni fa, quando la temperatura media dell'aria, dedotta dal volume di ghiaccio, era di 1,11 °C più alta del presente. È proprio quel periodo che lo studioso indiano B.G. Tilak indica come la data più recente possibile per la composizione dei Veda, quando l'Equinozio di Primavera era in Orione. La sua ipotesi dell'origine polare dei popoli Indo-europei (bianchi), tuttavia, non esclude la datazione ad un più antico ciclo di precessione.
Due lunghi cicli di riscaldamento si sono verificati da 4.000 a 8.000 anni prima dell'attuale. Una piccola era glaciale cominciò circa 650 anni fa e durò fino al diciannovesimo secolo. Da allora la Terra si è riscaldata lentamente, ma la temperatura media non si è mai avvicinata all'ottimo di 7.000 e 4.500 anni fa. Le ragioni di questi trend climatici più brevi non sono tutte ancora pienamente comprese. Tra i tanti fattori che occorre prendere più attentamente in considerazione ci sono la posizione della Terra nella Galassia, i mutamenti nelle emissioni solari, le variazioni cicliche più piccole nell'orbita terrestre e le correnti oceaniche.

### I periodi interglaciali tra i Periodi glaciali
In questa tabella sono evidenziati in rosa i periodi interglaciali tra i vari Periodi glaciali.
| Cicli glaciali                                | Anni fa                         | Il Clima                                                       |
| WURM IV InterstadioWURM III - WURM IVWURM III | 20.000 - 10.000 40.000 - 20.000 | SECCO, FREDDO; UMIDO, TEMPERATO UMIDO, TEMPERATO SECCO, FREDDO |
| Interstadio WURM II - WURM III WURM II        | 60.000 - 40.000                 | TEMPERATO, FRESCO SECCO, FREDDO                                |
| InterstadioWURM I - WURM II WURM I            | 80.000 - 60.000                 | UMIDO, CALDO TEMPERATO                                         |
| Interglaciale RISS-WURM                       | 130.000 - 80.000                | MOLTO UMIDO; CALDO                                             |
| RISS III                                      | 200.000 - 130.000               | SECCO, FREDDO; UMIDO, FREDDO                                   |
| InterstadioRISS II - RISS III RISS II         | 300.000 - 200.000               | SECCO, CALDO UMIDO TEMPERATO; MOLTO FREDDO                     |
| Interstadio RISS I - RISS II RISS I           | 350.000 - 300.000               | SECCO, CALDO UMIDO, FREDDO; TEMPERATO                          |
| Interglaciale MINDEL-RISS                     | 470.000 - 350.000               | MOLTO UMIDO, CALDO                                             |
| MINDEL II                                     | 540.000 - 470.000               | SECCO FREDDO                                                   |
| Interstadio MINDEL I - MINDEL II MINDEL I     | 650.000 - 540.000               | SECCO, FREDDO                                                  |
| Interglaciale GUNZ-MINDEL                     | 700.000 - 650.000               | UMIDO, CALDO                                                   |
| GUNZ                                          | 1,3 mil - 700.000               | SECCO, FREDDO                                                  |
| Interglaciale DONAU-GUNZ                      | 1,8 mil - 1,3 mil               | UMIDO, CALDO                                                   |